# La Bourse et la Vie
Pour plus de détails, voir Fiche technique et Distribution.

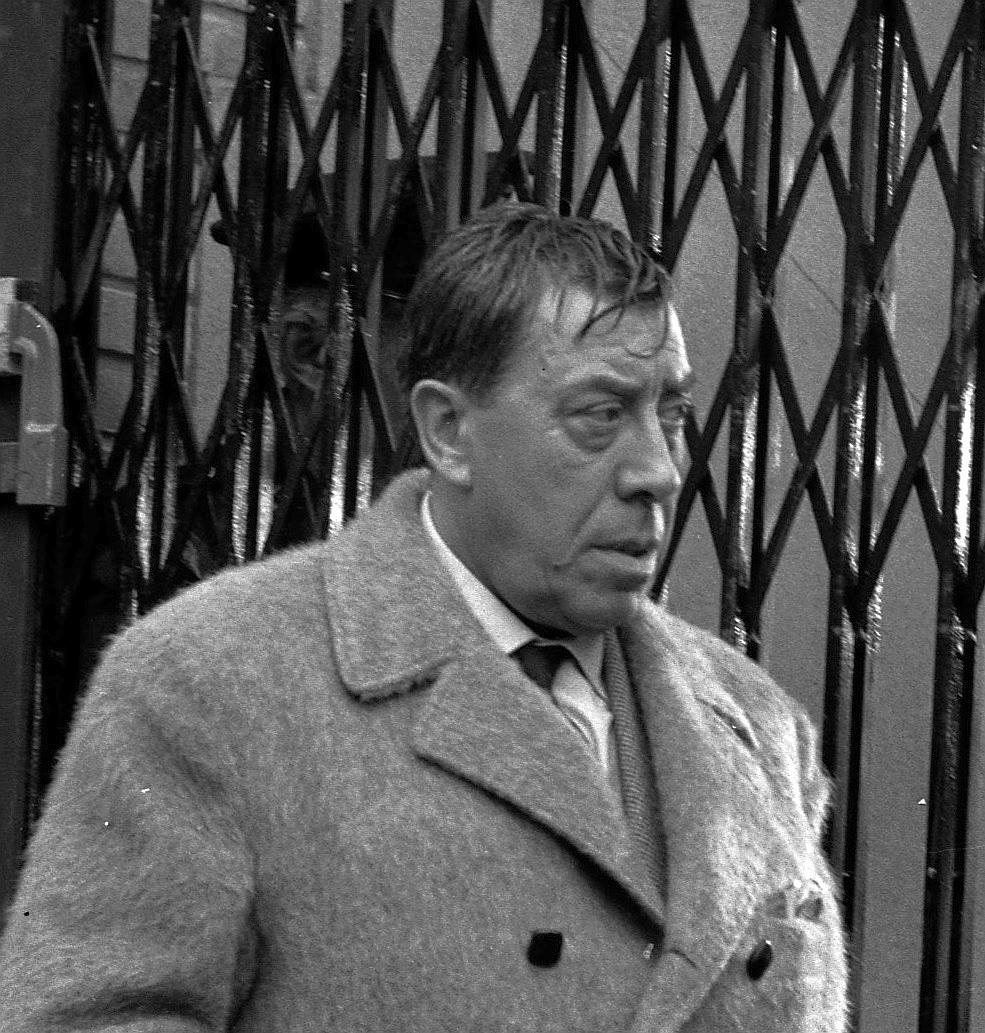
Fernandel avant les prises de vue (quartier Saint-Sernin).

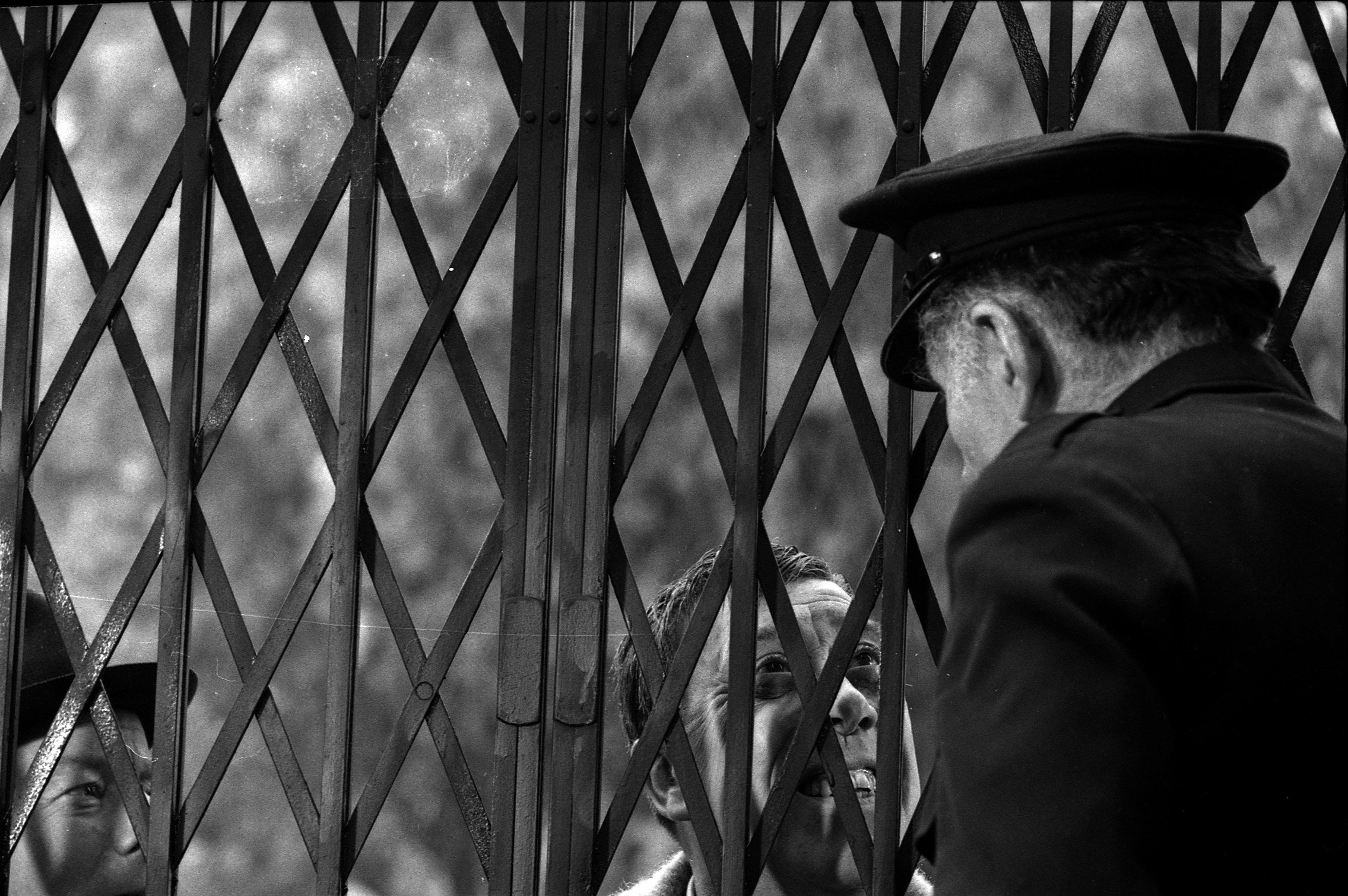
Tournage du film.

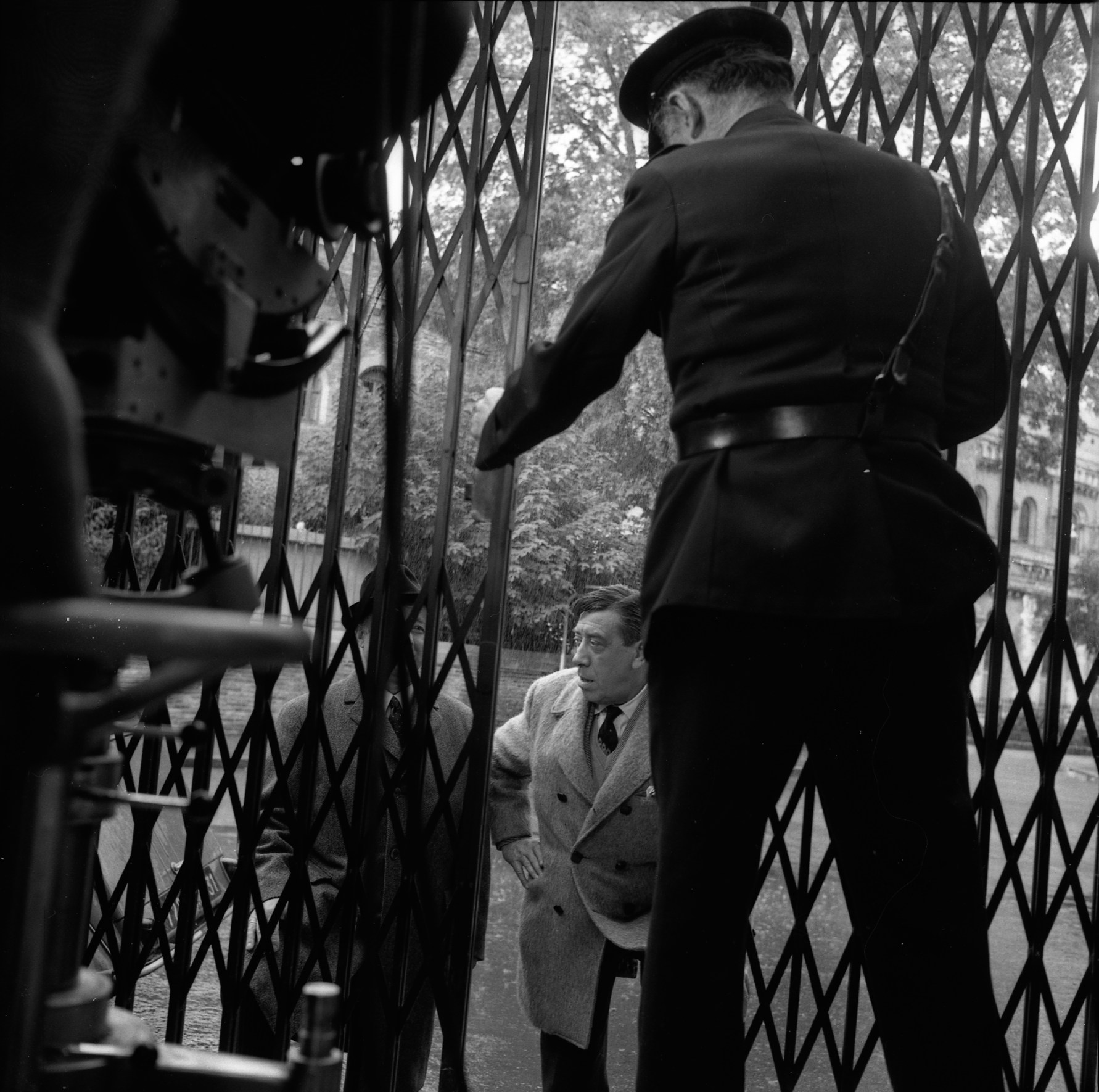
Fernandel au tournage du film

La Bourse et la Vie est un film franco-italo-allemand réalisé par Jean-Pierre Mocky, sorti en 1966.

## Synopsis
Pelepan se voit dans l'obligation d'« emprunter » une somme importante à l'immobilière Bertin dont il est l'un des plus sérieux collaborateurs. Avec le Marseillais Migue et l'Alsacien Schmidt, deux collègues de bureau de Toulouse, le roublard Pelepan décide d'apporter cet argent à Paris où ils doivent le remettre aux frères Robinhoude. Mais le hasard malicieux voudra qu'à partir de Limoges, les uns et les autres se trompent de train, créant ainsi de nombreuses situations autant cocasses que dramatiques. Après de nombreux chassé-croisés ferroviaires, le trio se retrouvera à Paris mais pas encore au bout de ses peines.

## Fiche technique
- Réalisation : Jean-Pierre Mocky
- Scénario : Fernand Marzelle et Jean-Pierre Mocky (sur une idée de lui-même)
- Adaptation : Jean-Pierre Mocky et Alain Moury
- Dialogue : Marcel Aymé
- Assistants réalisateur : Luc Andrieux, Georges Sénéchal
- Images : Jean Tournier
- Opérateur : André Domage, assisté de Daniel Vogel et Michel Humeau
- Son : Antoine Petitjean, assisté d'Yves Dacquay
- Musique : Bernard Kesslair
- Chanson : "La bourse et la vie" chantée par Richard Anthony sur des paroles de Françoise Dorin, (éditions :Sreen Gems Columbia France et éditions Tutti)
- Montage : Gabriel Rongier, assisté de Jeannette Kronegger
- Décors : Rino Mondellini, assisté de Jacques Brizzio
- Script-girl : Lily Hargous
- Ensemblier : Roger Delsaux
- Photographe de plateau : Jean-Louis Castelli
- Habilleuse : Annie Marolt et Tina Banquarel
- Maquillage : Boris Karabanoff et Igor Keldich
- Régie générale : Suzanne Wiesenfeld, Michel Bonnay, assisté de André Odin
- Production Orsay Films, Société d'expansion du spectacle, Balzac Films (Paris)- Columbia Bavaria (Munich), Vides Cinematografica (Rome)
- Distribution : Columbia Films
- Directeur de production : Ludmilla Goulian, Paul Laffargue
- Producteur associé : Claude Ganz
- Tournage dans les studios Paris-Studios-Cinéma de Billancourt, Paris et Toulouse pour les extérieurs du 4 octobre au 12 novembre 1965
- Pays :  France;  Italie;  Allemagne de l'Ouest
- Format : Pellicule 35 mm, couleur par Eastmancolor
- Langue : français
- Durée : 90 min
- Genre : Comédie
- Date de sortie : 
  - France - 27 avril 1966
- Visa de contrôle cinématographique N° 30.921

## Distribution
- Fernandel : Charles Migue, collègue de bureau marseillais de Pelepan
- Heinz Rühmann : Henry Schmidt, collègue de bureau alsacien de Pelepan
- Jean Poiret : Lucien Pelepan, collaborateur de l'immobilière Bertin
- Marilu Tolo : Violette
- Jean Carmet : Le curé
- André Gabriello : Pierre Robinhoude
- Jacques Legras : Tapu
- Claude Pieplu : Un surveillant de l'agence de Paris
- Darry Cowl : Marquy
- Michel Galabru : Maître Laprise, notaire
- Simone Duhart : Madame le PDG
- Andrex : Le chef de convoi
- Christa Nelli :
- Roger Legris : Dumoulin, le pharmacien vannetais
- Colette Tesseidre : Ursula
- Henri Poirier : Un parieur
- Claude Mansard : Un parieur
- Marcel Perès : Le gardien de l'agence de Toulouse
- Raymond Jourdan : Un parieur
- Maryse Martin : La femme à la valise
- Michel Lonsdale : Le conférencier au club des timides
- Pierre Gualdi : Jean Robinhoude
- Rudy Lenoir : L'autre surveillant de l'agence de Paris
- Jean-Claude Rémoleux : Paul Robinhoude et un chauffeur de camion
- Léonce Corne : Un employé de la S.N.C.F
- Françoise Arnaud : Une timide
- Gilbert Robin : Un voyageur
- Dominique Zardi : Un convoyeur
- Henri Attal : Le voyageur au chat
- Joachim Westhoff
- Pierre Durou : Un garçon de café
- Serge Bento : Le militaire dans le train (non crédité)
- Philippe Castelli : Le maître fromager (non crédité)
- Anne Marescot : Geneviève (non créditée)
- Edmond Ardisson : Le contrôleur de quai à Paris (non crédité)
- Michel Duplaix : L'homme au ticket de quai (non crédité)
- Gisèle Grimm : La secrétaire du notaire (non créditée)
- Alexandre Randall : L'encaisseur (non crédité)
- Jean-François Dupas : Le pêcheur (non crédité)
- K. Vogelman : Le contrôleur ivre (non crédité)
- Max Amyl : Le responsable du magasin (non crédité)

## Autour du film
Il s'agit de l'unique collaboration entre Fernandel et Jean-Pierre Mocky, de même pour Mocky et Marcel Aymé, qui a écrit les dialogues du film. Aymé avait ardemment défendu le film de ce dernier Un couple, qui avait maille à partir avec la censure.[réf. nécessaire]
Robert Lamoureux devait jouer dans le film, mais fut remplacé par Jean Poiret, familier de Mocky.[réf. nécessaire]
Lors de sa sortie en salles en avril 1966 en France, le film a connu un échec public et critique. Mais en Italie, La Bourse et la Vie connaîtra un excellent accueil et un relatif succès en Allemagne, dû à la présence de l'acteur allemand Heinz Rühmann.[réf. nécessaire]
Fernandel a accepté de tourner La Bourse et la Vie car Bourvil, ami proche du comédien et de Jean-Pierre Mocky, a dit du bien du réalisateur[réf. nécessaire] avec lequel il a tourné des succès tels qu'Un drôle de paroissien et La Grande Frousse et qu'il tenait en haute estime.

## Critiques
Pour le magazine Télé 7 jours, La Bourse et la Vie comprend « de bons dialogues, quelques gags, le talent de Fernandel… Et pourtant… À voir éventuellement ».